# 尼羅異耳骨舌魚
尼羅異耳骨舌魚（学名：Heterotis niloticus），為輻鰭魚綱骨舌魚目骨舌魚科的其中一種，又可稱非洲黑龍、非洲龍魚，為熱帶淡水魚，分布於非洲溪部及中部淡水流域，體長可達100公分，幼魚棲息在沼澤植被生長的地方，成魚棲息在開放水域，能容忍含氧量低，沒有牙齒，是以濾食的形式進食，主食為藻類、浮游生物、水蚤等細小的動植物，濾食時將多餘的水從鰓蓋排出，人工飼養時可餵食細小的下沉型飼料或是自行繁殖浮游生物，可做為觀賞魚，適合混養性情溫馴的大型魚類。

## 扩展阅读
維基物種上的相關：尼羅異耳骨舌魚